# Paraphylax alboannulus
Paraphylax alboannulus är en stekelart som först beskrevs av William Harris Ashmead 1904.  Paraphylax alboannulus ingår i släktet Paraphylax och familjen brokparasitsteklar. Inga underarter finns listade i Catalogue of Life.